# 克里斯蒂娜·施罗德

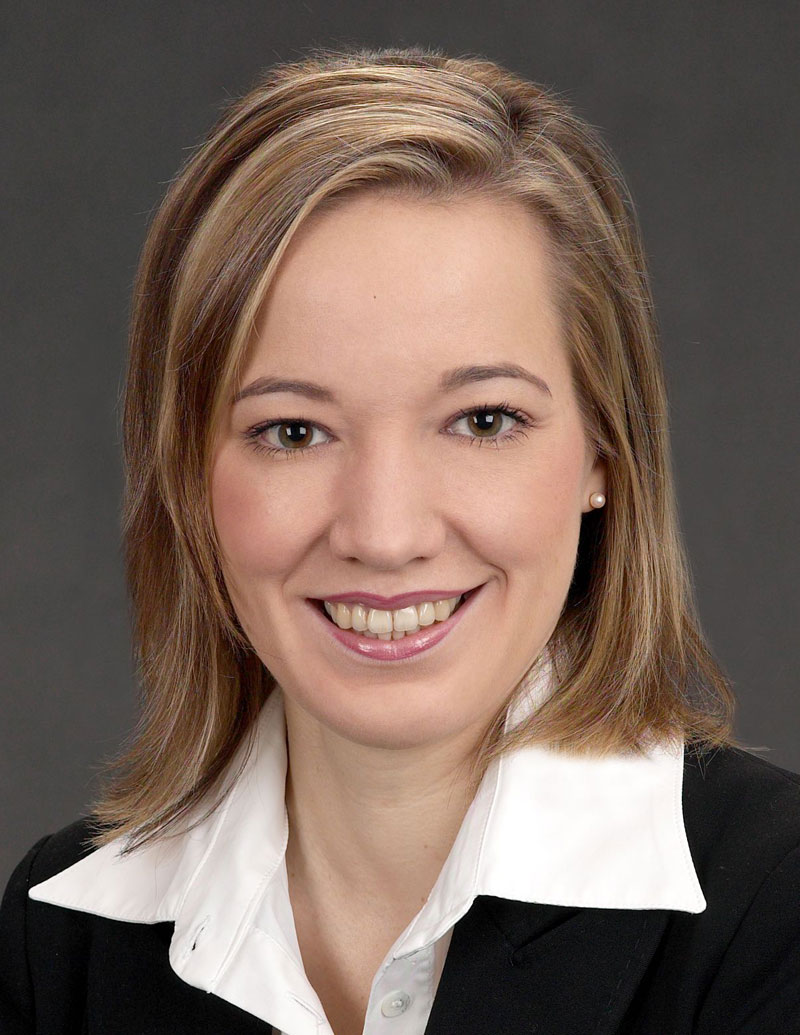
克里斯蒂娜·施罗德

克里斯蒂娜·施罗德（德語：Kristina Schröder，1977年8月3日—），婚前姓克勒（德語：Köhler），是一位德國女從政者（德國基督教民主聯盟，CDU），生于德國威斯巴登（Wiesbaden）。2009年11月30日至2013年12月17日任德國聯邦家庭事務、老年、婦女及青年部部長。

## 生平與職業
克里斯蒂娜·施罗德的父親是特別檢察官（Oberamtsanwalt），母親是從事房地產事業。他於1997年於威斯巴登通過高中畢業考，並進入美因茨大學學習社會學、歷史學、哲學與政治學。2002年大學畢業，獲得社會學碩士學位（在當時德制裡面，大學畢業後具備碩士學位）。在大學期間，他也在黑森州的CDU州議會為議員工作，同時也在美因茨大學的社會學研究所工作。
2002年開始，她就進入國會工作，一直到2009年4月。同一時期內，她也都一直為美因茨大學政治學研究所的學者Jürgen W. Falter工作，從事性別平等的研究。
克里斯蒂娜·施罗德是一個獨立的路德教派信徒。2010年2月12日他與奥勒·施罗德（Ole Schröder）结婚。

## 政黨經歷
克里斯蒂娜·施罗德在1991年仍在學時入黨，當時為CDU青年團（Junge Union）成員。1994年加入CDU。1992年起，她進入威斯巴登的青年團委員會，並且於1997-2003年持續任委員會主席。
克里斯蒂娜·施罗德從1995年開始就任CDU在西黑森的區主席，並從2002年開始就任CDU黑森州的主席。

## 議員之路
克里斯蒂娜·施罗德在2000-2001年間進入威斯巴登市代表團（Stadtverordnetenversammlung），並於2002年開始成為德國國會成員。在國會中他經常參與CDU內政委員會，討論伊斯蘭、整合與激進主義問題。
克里斯蒂娜·施罗德在2002-2005年間搬到黑森州定居。在2009年贏得國會大選時，她的得票數在威斯巴登為40.8%，比對手的32.6%高。
2009年11月30日，她就任梅克爾第二屆內閣，並接替乌尔苏拉·冯德莱恩（Ursula von der Leyen，於第二屆內閣任勞動部長）為最年輕的德國聯邦家庭事務、老年、婦女及青年部部長。

## 定位
克里斯蒂娜·施罗德的家庭政策在黨內被視為是自由派。她的指導教授Jürgen W. Falte曾稱她為「自由的保守主義」。
2006年她在國會時為了整合政策，曾推動國民選舉權益的改革（1999年在黑森州議會選戰時開始推動），並表示支持移民測驗制度。同樣的她也遊說自己政黨關於穆斯林的憲法權益，並支持開設伊斯蘭相關課程。在與CDU友好的Mustafa Cerićs的神學論文爭論中，她也警告「歐洲卡里發」（europäischen Kalifat）。另外，她還推動對伊斯蘭教徒、左翼激進主義者的移民與顧問計畫，並編列相當的預算給聯邦預防與移民計畫。她被視為是德國左派黨（Die Linke）的勁敵，並且是個積極護憲的「極端右翼」（absolut richtig）。
克里斯蒂娜·施罗德在2008年於黑森的州競選中表示，有一股「仇德」的外國力量存在，並且她反對檢察官安东·溫克勒（Anton Winkler）的經驗以及犯罪學家克里斯蒂安·普法伊费尔（Christian Pfeiffer）的研究成果，前者認為克里斯蒂娜·施罗德認知錯誤，後者認為這簡直是她就職以來的醜聞，並且認為克里斯蒂娜·施罗德的意見並沒有具體證據證明，有什麼仇德力量。克里斯蒂娜·施罗德在其網頁上解釋，她的經驗來自於某些檢察官與警察。
克里斯蒂娜·施罗德支持前一任乌尔苏拉·冯德莱恩部長的家庭政策，持續推動托育金（Betreuungsgeld）—既包括現金、票券支付。同時她也表示，關於兒童托育金的家庭政策結果，將會到2013年評估；今後將會推動2歲以下兒童的照顧時間權利。

## 其他
克里斯蒂娜·施罗德從2008年6月開始，就任德國歐洲市民社會網路運動（zivilgesellschaftliche Netzwerks Europäische Bewegung Deutschland）的副總裁。
她同時也是聯邦政治教育董事會的名譽成員（Kuratorium der Bundeszentrale für politische Bildung）、聯邦民主與包容顧問團（Der Beirate beim Bündnis für Demokratie und Toleranz）成員—這個組織是對抗激進主義以及暴力的。同時她也在2008年5月22日，成為柏林的Johanniter-Schwesternschaft協會內的主管委員會榮譽成員。